# ناحیه هیوم، میشیگان
ناحیه هیوم (به انگلیسی: Hume Township) یک منطقهٔ مسکونی در ایالات متحده آمریکا است که در شهرستان هورون، میشیگان واقع شده‌است.
 ناحیه هیوم ۷۷٫۸ کیلومتر مربع مساحت و ۸۰۱ نفر جمعیت دارد و ۱۸۵ متر بالاتر از سطح دریا واقع شده‌است.